# Album FIDE
Album FIDE (rus. Альбом ФИДЕ, eng. FIDE Album) je zbirka najboljih djela šahovskih kompozitora na svijetu za određeno vremensko razdoblje. U pravilu je to za tri godine. Izlazi pod egidom FIDE. Izdavač je Hrvatski šahovski savez, naklada Šahovska naklada, Zagreb. U Albumu FIDE obuhvaćaju izabrane probleme vrhunskog stvaralaštva u periodu od 1914. – 1982. Pokretač je hrvatski velemajstor FIDE u šahovskom komponiranju Nenad Petrović. Petrović je realizirao prvih 13 svezaka Albuma FIDE. U njemu se sustavno objavljuju najbolje svjetske matne zadaće.

### Hrvati u Albumu FIDE (barem 30 bodova)
(popis nepotpun)
| Šahist(ica)       | Bodovi | # u svijetu |
| ----------------- | ------ | ----------- |
| Nenad Petrović    | 115.95 | 22.         |
| Hrvoje Bartolović | 79.50  | 58.         |
|                   |        |             |

## Vanjske poveznice
- Popis izdanja Albuma FIDE
- Rang lista svih kompozitora s barem 70 bodova u Albumu FIDE za period 1914-2015
- Abecedni popis svih kompozitora koji su objavljeni u Albumu FIDE i njihov ukupan broj ostvarenih bodova